# Philip Williams (Snookerspieler)
Philip „Phil“ Williams (* 21. Juni 1967) ist ein walisischer Snookerspieler aus Llanelli, der zwischen 1993 und 2004 mit Unterbrechungen insgesamt neun Spielzeiten Profispieler war. Als Amateur gewann er drei Mal die EBSA European Team Championship sowie je ein Mal die IBSF-Senioren-Snookerweltmeisterschaft und die walisische Snooker-Meisterschaft.

## Karriere
Nachdem Philip Williams zum Ende der 1980er-Jahre einige Male an der walisischen Meisterschaft teilgenommen hatte, entschied er sich 1993, Profispieler zu werden. Fast immer schied er in der Qualifikation der Turniere aus, nur in seiner Debütsaison schaffte er es bei zwei Turnieren in die Hauptrunde. Bei einigen vollwertigen Ranglistenturnieren schaffte er es immerhin in die finalen Qualifikationsrunden. Von daher war er Mitte 1997 auf Platz 153 gelistet. Just zu diesem Zeitpunkt wurde aber die seit 1991 offene Profitour auf einige Dutzend Spieler begrenzt und für eine direkte Qualifikation für die nächste Spielzeit war deshalb Williams’ Weltranglistenposition zu niedrig. Da es ihm auch nicht gelang, diese Qualifikation auf anderen Wegen wie über die WPBSA Qualifying School zu erlangen, musste er anschließend auf die UK Tour 1997/98 ausweichen, eine „Ersatz-Profitour“ für die nicht qualifizierten Spieler. Dort erreichte er unter anderem das Viertelfinale des zweiten Events.
Deshalb durfte er bereits nach einem Jahr auf die Profitour zurückkehren. Obgleich er in der nächsten Saison bei den British Open erstmals die Hauptrunde eines vollwertigen Ranglistenturnieres erreichte, verpasste er mit Rang 133 knapp einen Platz in den Top 128. Obgleich er offiziell weiterhin Profispieler war, waren Williams’ Teilnahmen in der nächsten Saison wieder auf die UK Tour 1999/2000 begrenzt. Da er mit einer Halbfinalteilnahme und zwei weiteren Achtelfinalteilnahmen zu den besten Spielern der Saison gehörte, kehrte er anschließend auch wieder de facto auf die Profitour zurück. Die nächsten beiden Saisons waren dann wieder von Qualifikationsniederlagen geprägt. Zwar erreichte er bei den British Open 2001 nochmal die Runde der letzten 64 eines Ranglistenturnieres, durch eine Modusänderung war diese aber im Gegensatz zum Turnier zwei Jahre zuvor noch Teil der Qualifikation. Obgleich er sich mit den Rängen 104 und 105 bereits an die Top 100 herangearbeitet hatte, verlor William schließlich 2002 seinen Profistatus erneut.
Diesmal wich er auf die Challenge Tour 2002/03 aus, wobei die Challenge Tour der Nachfolger der abgesetzten UK Tour war. Erneut stach Williams zumindest ein wenig heraus, als er beim dritten Event immerhin bis ins Achtelfinale kam. So konnte er bereits in der Saison 2003/04 auf die Profitour zurückkehren. Zwar verlor er erneut stets in der Qualifikation, doch mit Rang 99 war er am Saisonende auf der Weltrangliste so hoch wie noch nie platziert. Dennoch reichte diese Rekordplatzierung nicht für eine Qualifikation für die nächste Saison; erneut verlor er seinen Profistatus. Anschließend spielte er noch auf der Challenge Tour 2004/05, gab seine Ambitionen jedoch bereits nach dem ersten Event auf.
Danach wandte er sich dem Amateursnooker zu. Bereits 2006 verlor er im Finale der walisischen Meisterschaft gegen Jamie Jones, bevor er sich 2007 gegen Anthony Davies zum walisischen Meister kürte. Zwischenzeitlich hatte er das Viertelfinale der Amateurweltmeisterschaft erreicht. Ab 2008 wandte er sich dem sogenannten Senioren-Snooker für Ü40-Spieler zu und konnte direkt mit einer Achtelfinalteilnahme bei der Senioren-Amateurweltmeisterschaft und einer Viertelfinalteilnahme bei der Senioren-Europameisterschaft erste Erfolge feiern. In den folgenden Jahren gewann er zusammen mit Darren Morgan drei Mal die EBSA European Team Championship der Ü40-Klasse. Nachdem er Anfang 2009 immerhin das Halbfinale der walisischen Meisterschaft erreicht hatte, erreichte er bei der normalen Amateurweltmeisterschaft 2009 den vierten Platz. Anfang 2010 verlor er knapp gegen Darren Morgan im Halbfinale der Senioren-Europameisterschaft. Die Revanche folgte noch im selben Jahr bei der Senioren-Amateurweltmeisterschaft, ebenfalls im Halbfinale. Das Turnier beendete Williams mit einem der wichtigsten Erfolge seiner Karriere; mit einem Sieg über Tai Pichit wurde er Ü40-Weltmeister der Amateure. Danach wurde es etwas ruhiger um Williams. Bei der World Seniors Championship 2013 erreichte er die Hauptrunde, ebenso bei der World Seniors Championship 2021 und der World Seniors Championship 2022. Bei der Senioren-Europameisterschaft 2022 konnte er das Viertelfinale erreichen. Im selben Jahr gewann er zusammen mit Darren Morgan seinen vierten Titel in der Ü40-Kategorie der EBSA European Team Championship, 2023 folgte der fünfte. Seit 2021 nimmt er auch generell rege und mit einigem Erfolg an den Events der World Seniors Tour teil.

## Erfolge
| Ausgang         | Jahr | Turnier                                | Finalgegner    | Ergebnis |
| --------------- | ---- | -------------------------------------- | -------------- | -------- |
| Amateurturniere |      |                                        |                |          |
| Zweiter         | 2006 | Walisische Snooker-Meisterschaft       | Jamie Jones    | 8:9      |
| Sieger          | 2007 | Walisische Snooker-Meisterschaft       | Anthony Davies | 8:3      |
| Sieger          | 2010 | IBSF-Senioren-Snookerweltmeisterschaft | Tai Pichit     | 6:4      |

Team-Wettbewerbe
- 2008, 2009, 2010, 2022, 2023: Sieger der Ü40-Kategorie der EBSA European Team Championship (zusammen mit Darren Morgan für  Wales)